# Амфідамант
Амфідамант (дав.-гр. Αμφιδάμας) — халкідський полководець і політичний діяч кінця VIII ст. до н. е., брат Панеда, батько Ганіктора.
Належав до гіппоботів — аристократичної верхівки, що в той час керувала містом. За деякими непевними даними, обіймав посаду басилея (яка в Халкіді була виборною).
На початку Лелантської війни очолював халкідське військо. Здобув кілька перемог над еретрійцями, але в одній із сутичок загинув.
На честь батька сини Амфідаманта встановили ігри, де Гесіод здобув першу нагороду за свої поетичні твори — золотий триніжок, який він присвятив Геліконським музам.